# La hermanita
La hermanita (en neerlandés: Zusje) es una película de drama neerlandesa estrenada en 1995 y dirigida por Robert Jan Westdijk. La hermanita obtuvo el Premio Especial del Jurado en el 8º Festival Internacional de Cine Fantástico de Yubari en febrero de 1997. También ganó el Becerro de Oro a la Mejor Película.

## Sinopsis
Martijn, después de muchos años de ausencia, empieza a seguir a su hermana Daantje con una cámara de cine. Afirma hacer un documental sobre ella. Pronto se desentraña un problema sin resolver de un pasado lejano que Daantje ya no quiere recordar. Poco a poco queda claro cómo surgió la obsesión de Martijn por su hermana menor.

## Reparto
- Kim van Kooten como Daantje
- Romijn Conen como Martijn (acreditado como Martijn Zuidewind)
- Hugo Metsers como Martijn (voz)
- Bert Pot como Martijn, cámara subjetiva
- Roeland Fernhout como Ramón
- Ganna Veenhuysen como Ingeborg
- Hannah Risselada como la pequeña Daantje
- Michael Münninghoff como el pequeño Martijn
- Alenka Dorrele como Madre Zuidewind
- Peter Idenburg como el padre Zuidewind
- Taco Keer como Bas
- Marianne Jeuken como vecina
- Carl Wünderlich como comercializador
- Herman Brood como vecino superior de Ramon
- Eulalia Montseré como amiga española